# مجله‌های کمک آموزشی
در دهه‌های اخیر با گسترش آموزش و پرورش و تأکید بر آموزشهای غیر رسمی به عنوان مکمل آموزشهای رسمی، برخی از این مجلات اهداف و برنامه آموزشی را سرلوحه فعالیت‌های خود قرار داده‌اند. شعار اصلی این گونه مجلات، که در واقع مرامنامه و خط و مشی آن‌ها محسوب می‌شود، پربار کردن برنامه آموزشی و تقویت مهارتهایی است که برنامه آموزشی مورد نظر دارد. این گونه مجلهها را به اصطلاح مجلات کمک آموزشی (Curriculum Supplement) می‌نامند. 

## ویژگیهای مجلات کمک آموزشی
چند ویژگی اصلی مجله‌های کمک آموزشی را از سایر مجلات مجزا می‌سازند: 
۱. در یک مجله کمک آموزشی همانند سایر مجلات از تمامی شیوه‌های پرداخت موضوع و شگردهای جذب مخاطب استفاده می‌شود. اما تمامی این فعالیت‌ها در خدمت اهداف آموزشی است. 
۲. مجله کمک آموزشی جایگزین معلم نیست بلکه ابزار آموزشی قدرتمندی است که فضای معلم محور را تعدیل و دانش آموزان را در آموزش خودشان سهیم می‌کند. راهنمای معلم از بخش‌های جدا نشدنی این مجلات هستند.
۳. مجله کمک آموزشی فقط محتوا محور نیست و صفحاتی از آن به فعالیت‌های جالبی به صورت پرسشهای مروری، کامل کردن یک نمودار، یک بازی آموزشی سرگرم کننده یا ساختن وسیله آموزشی اختصاص می‌یابد. 
۴. اغلب مجلات کمک آموزشی نقش مهمی برای والدین در آموزش فرزندان خود، به خصوص در مقطع پیش دبستانی و پایه اول، قائل هستند و با گنجاندن فعالیت‌هایی در مجله، که کودک به کمک والدین خود آن‌ها را انجام می‌دهد یا تکمیل می‌کند، آنان را در روند آموزشی کودک سهیم می‌کنند. 
۵. مجله کمک آموزشی نثر روانی دارد. این مجلات به برنامه زبان آموزی کودک توجه دارند و هر شماره مجله را با واژگان و ترکیباتی می‌نویسند که کودک در دوره زمانی انتشار هر شماره آموخته‌است.
۶. در مجله کمک آموزشی تصویر سازی، عکس، جدول و نمودار بر جملات برتری دارند. در این مجلات تصویر بیش از جملات نقش انتقال مفهوم را بر عهده دارد. این ویژگی در مجلات کمک آموزشی پایه‌های نخستین بیشتر به چشم می‌آید.

## مجله‌های کمک‌آموزشی ایران
- مجله‌های پیک
- مجله‌های رشد
- مجله‌های مبتکران
- مجله قاصدک  مرکز پژوهش‌های اسلامی صدا و سیما